# Grebenhain
Grebenhain is een gemeente in de Duitse deelstaat Hessen, en maakt deel uit van de Vogelsbergkreis.
Grebenhain telt 4.629 inwoners.

## Plaatsen in de gemeente Grebenhain
- Bannerod
- Bermuthshain
- Crainfeld
- Grebenhain
- Hartmannshain
- Heisters
- Herchenhain
- beshausen-Hochwaldhausen
- Metzlos
- Metzlos-Gehaag
- Nösberts-Weidmoos
- Vaitshain
- Volkartshain
- Wünschen-Moos
- Zahmen

Alsfeld ·
Antrifttal ·
Feldatal ·
Freiensteinau ·
Gemünden (Felda) ·
Grebenau ·
Grebenhain ·
Herbstein ·
Homberg (Ohm) ·
Kirtorf ·
Lauterbach (Hessen) ·
Lautertal (Vogelsberg) ·
Mücke ·
Romrod ·
Schlitz ·
Schotten ·
Schwalmtal ·
Ulrichstein ·
Wartenberg